# PZInż 403 Lux-Sport
PZInż 403 Lux-Sport a fost o mașină proiectată de Państwowe Zakłady Inżynieryjne (PZInż), dar niciodată construită în serie. 

## Istorie
În martie 1935, Państwowe Zakłady Inżynieryjne a primit o comandă de la Autoritatea de gestionare a rezervelor de armament privitoare la o mașină poloneză de lux care să înlocuiască automobilele străine folosite pentru generalii de rang înalt și alți oficiali guvernamentali. Proiectul a fost condus de Kazimierz Studzinski, iar primul prototip a fost gata, conform contractului, în primăvara anului 1936, iar al doilea șasiu în septembrie 1936. Mașina avea o construcție simplă, dar modernă, fiind proiectată de Alexsander Rummel și Mieczysław Dębicki pe baza unui cadru central din două grinzi profilate în C. Mașina a fost numită Lux-Sport (sau L-S), avea o suspensie complet independentă atât în față cât și în spate și folosea bare de torsiune foarte lungi ca arcuri. Numărul de prototipuri produse nu este cunoscut, dar au fost construite cel puțin un prototip complet și un șasiu ce a apărut la Expoziția Industriei Mecanice și Electrice din Varșovia din 1936. PZInż 403 ar fi trebuit să intre în producție de serie în anii 1940, dar planurile au fost oprite brusc de izbucnirea celui de-al doilea război mondial. Începând cu luna octombrie 1936, prototipul a parcurs peste 30.000 km cu motorul final, fără a întâmpina probleme deosebite.
Potrivit inginerului Rummel, prototipul de LS a ars în garajul PZInż în timpul unui raid aerian german din septembrie 1939. Două motoare complete au supraviețuit, schimbate cu o cantitate echivalentă de resturi de doi proprietari polonezi ai clădirii, care intenționau să le folosească. Documentația proiectului, evacuată în est, a fost pierdută. Deși prototipul nu a supraviețuit războiului, șasiul a fost găsit după război într-un cimitir de mașini din cartierul Ursus și a fost adus în Muzeul Tehnic din Varșovia de către același ing. Rummel, însă nu a fost expus imediat.

## Specificații
- Motor Pzinż 405 V8, 3,8 l (3888 cm³), 96 CP la 3600 rpm, raport de compresie 6,5:1 răcit cu apă [3]
- Cutie de viteze manuală cu patru viteze "Cotal" [4] (similar cu modelul modern Fiat Selespeed)
- Sistem electric de 12 V
- Suspensie dublă cu două brațe complet independente pe fiecare dintre cele patru roți, cu reglarea înălțimii din interiorul cabinei
- Viteză maximă: 135 km/h
- Greutate: 1200 kg